# Bengelchen liebt kreuz und quer
Bengelchen liebt kreuz und quer ist eine deutsche Filmkomödie aus dem Jahre 1968 von Marran Gosov mit Harald Leipnitz in der Haupt- und Titelrolle.

## Handlung
Georg Weißborn, der sich von seinen Freunden und Geliebten aber lieber amerikanisch-modisch „George“ nennen lässt, hat es faustdick hinter den Ohren. Der notorische Junggeselle lebt zwar mit seinen fast 40 Jahren noch immer bei seinen Eltern, ist aber ein ausgesprochener Weiberheld. Als der Weinvertreter eines Tages nicht nur eine Kollegin verführt, sondern auch eine Schülerin seines biederen Bruders, dem treubraven Gymnasiallehrer Alfred Weißborn, und damit dessen Pläne, zum Schuldirektor ernannt zu werden, unterminiert, reicht es der Familie. Der Rat beschließt: Der Junge gehört ins Ehejoch und zwar schnellstmöglich! 
Zunächst lässt sich Georg zum Schein darauf ein und bringt, sehr zum Verdruss seiner Verwandten, jeden Tag ein anderes junges Mädchen nach Hause, das er frech als seine neue Zukünftige vorstellt. Doch bei aller Potenz muss auch Georg seinem Damenverschleiß Tribut zollen, und er wird, wegen „Erschöpfung“, in ein Hospital eingeliefert. Doch auch dort hält es ihn nicht lange. Kaum „genesen“, büxt Georg von dort aus und beginnt das alte Spielchen von Neuem. Nun stellt ihm seine Familie ein Ultimatum. Nur seine Cousine steht jetzt noch Georg zur Seite, und ausgerechnet sie erweist sich als diejenige Frau, mit der sich das kreuz und quer liebende Bengelchen vorstellen kann, auf Dauer zusammenzubleiben. Dann aber ereignet sich ein Unfall, und infolgedessen lässt ausgerechnet jetzt Bengelchen Georges Potenz ihn im Stich …

## Produktionsnotizen
Bengelchen liebt kreuz und quer entstand im Sommer 1968  in München und wurde am 20. Dezember 1968 uraufgeführt.
Jürgen Dohme hatte die Herstellungsleitung, Sigi Wagner die Produktionsleitung. Gabriel Bauer entwarf die Filmbauten, Marianne Prinz die Kostüme. Wigbert Wicker war Regieassistent.

## Kritiken
Im Lexikon des Internationalen Films heißt es: „Eine im Stil von Stammtischwitzen aufgezogene Klamotte.“
Auf cinema heißt es: „Damals kess, heute eher muffig, aber mit spaßig-schrillem 60er-Jahre-Colorit.“